# 샤르노즈쉬랭
샤르노즈쉬랭 (Charnoz-sur-Ain)는 프랑스 오베르뉴론알프 앵주의 코뮌이다. 샤르노즈쉬랭에 사는 사람은 '샤르노지앙 / 샤르노지엔' (Charnoziens / Charnoziennes)이라 부른다.

## 지리
앵강의 우안에 위치해 있는 마을이다. 코뮌 주변으로는 메지미외, 페루주, 생장드니오스트, 블리, 샤르제쉬랭 등의 코뮌과 접한다.

## 인구
| 연도 | 인구 | ±%    |
| ---- | ---- | ----- |
| 2006 | 889  | —     |
| 2007 | 901  | +1.3% |
| 2008 | 912  | +1.2% |
| 2009 | 909  | −0.3% |
| 2010 | 911  | +0.2% |
| 2011 | 913  | +0.2% |
| 2012 | 914  | +0.1% |
| 2013 | 915  | +0.1% |
| 2014 | 931  | +1.7% |
| 2015 | 932  | +0.1% |
| 2016 | 923  | −1.0% |

## 명소
- 샤르노즈쉬랭 라송시옹 교회 - 1925년 12월 7일 프랑스 사적지로 지정.
- 로야 성 - 지금은 샤르노즈쉬랭의 시청으로 사용되고 있다.

## 같이 보기
- 앵 주의 코뮌 목록